# Capo Thomas
Capo Thomas (in russo мыс Фомы, mys Fomy) si trova nella parte sud-occidentale dell'isola di Wrangel, nel mare della Siberia orientale, in Russia. Amministrativamente fa parte dell'Iul'tinskij rajon nel Circondario autonomo della Čukotka.
Capo Thomas è il ripido versante che scende al mare del monte omonimo (501 m) e si trova 20 km a nord di capo Blossom e circa 15 km a sud di capo Zapadnyj.

## Storia

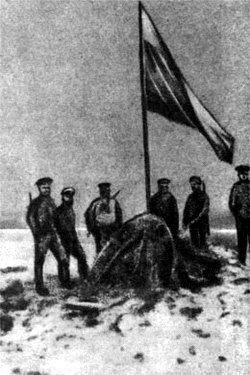
La bandiera piantata a capo Thomas nel 1911

Capo Thomas è stato raggiunto nell'agosto del 1867 dal capitano Thomas Long sulla baleniera americana Nile, egli gli diede questo nome in onore del marinaio che per primo aveva notato l'isola. Sulle mappe russe dell'epoca il nome inglese venne modificato in capo San Tommaso (мыс Святого Фомы).
Nel 1911, a capo Thomas è sbarcata la spedizione di Ivan Semënovič Sergeev (Иван Семёнович Сергеев) sulla nave Vajgač, che ha piantato la bandiera russa, sancendo in questo modo la sovranità della Russia sull'isola di Wrangel.